# مارتن بيج
مارتن بيج (بالإنجليزية: Martin Page)‏ هو كاتب أغاني وعازف قيثارة بريطاني، ولد في 23 سبتمبر 1959 في ساوثهامبتون في المملكة المتحدة.

## وصلات خارجية
- الموقع الرسمي
- مارتن بيج على موقع ميوزك برينز (الإنجليزية)
- مارتن بيج على موقع أول ميوزيك (الإنجليزية)
- مارتن بيج على موقع ديسكوغز (الإنجليزية)